# Tropin
Tropin, C8H15NO, är ett derivat av tropan innehållande en hydroxylgrupp vid tredje kolet. Det kallas också 3-tropanol.

## Egenskaper och förekomst
Tropin är en fast, vattenlöslig, sekundär alkohol med smältpunkt 63 C. Den utgör grundstommen i många naturligt förekommande s. k. tropinalkaloider, t. ex. skopolamin och kokain, och kan erhållas genom hydrolys av dessa.
Bensatropin och etybenzatropine är derivat av tropin. Det är också en byggsten i atropin, en antikolinerg drog prototypisk för muskarinantagonistklassen.